# ラ・パゴッド

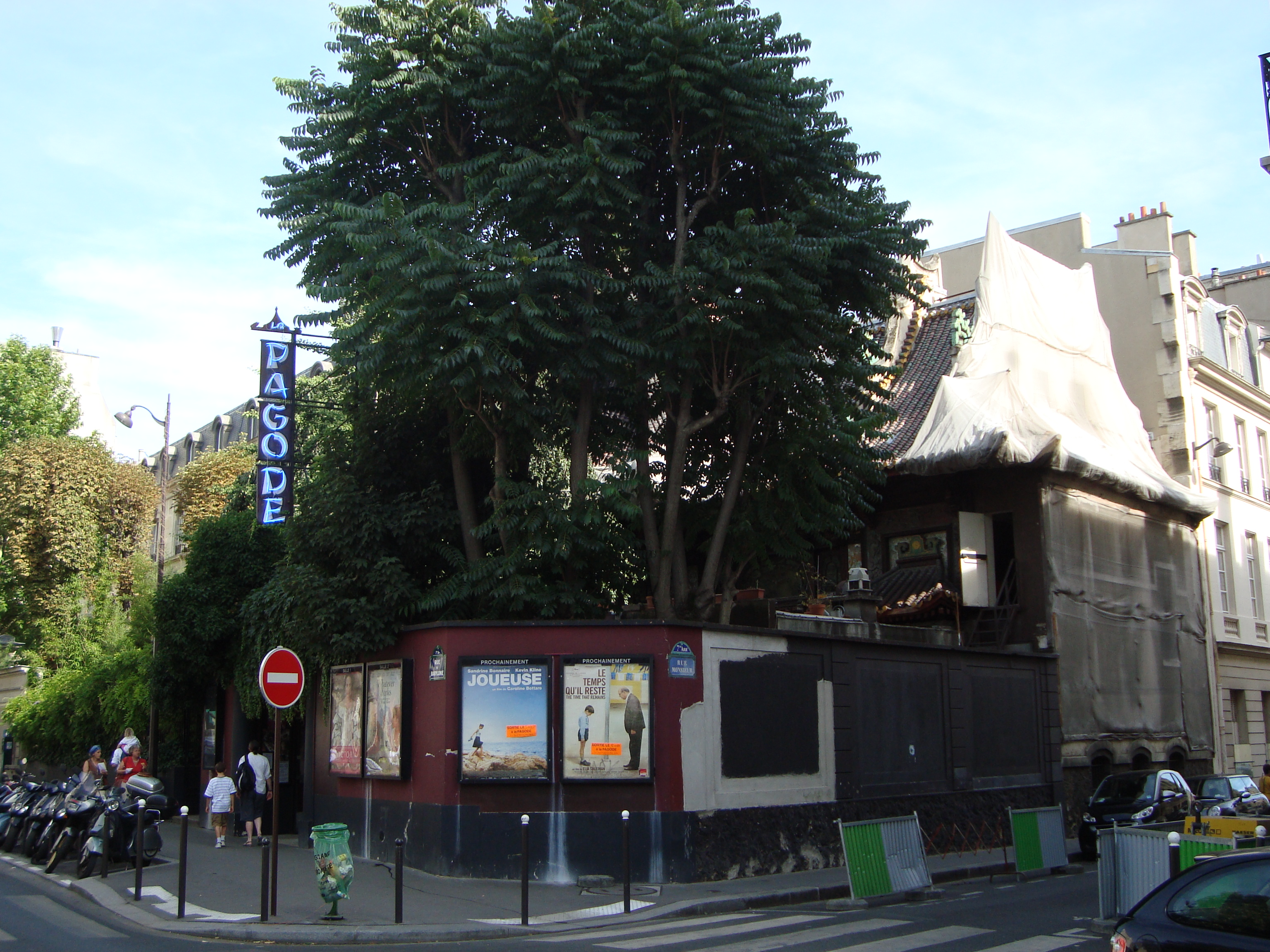
ラ・パゴッド

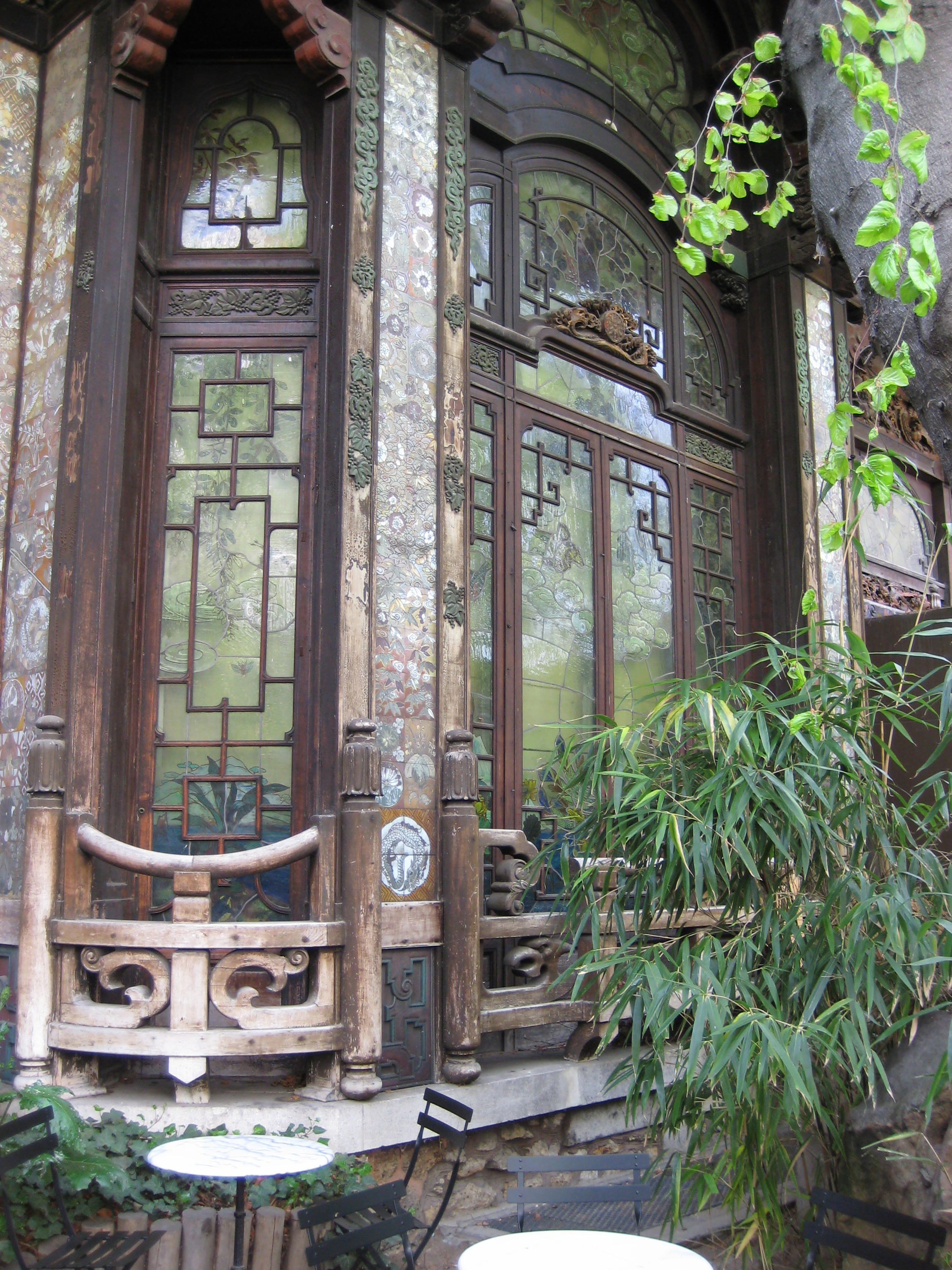
庭園

ラ・パゴッド（La Pagode）は、フランスのパリ7区にある東洋風（日本式）の建物。1895年に建築家アレクサンドル・マルセルが日光東照宮に着想を得て設計し、百貨店「ボン・マルシェ」の重役が妻の誕生日のプレゼントとして贈った。現在は映画館やイベント会場として使われている。映画館、庭および建物の一部がフランスの歴史的建造物に指定されている。

## 建設の経緯
1895年、ボン・マルシェの創業者一族で取締役であったフランソワ・エミール・モーラン(Francois-Emile Morin)は、元女優で妻のアマンディーヌ（Amandine Morin）を喜ばせるために、当時流行していたジャポニスムを取り入れた舞踏会用の建物を誕生日プレゼントとして贈ることを決め、アレクサンドル・マルセルに設計を依頼。マルセルは日光東照宮を参考に独特な東洋イメージの建物を設計し、モーラン家の隣に翌年完成させた。装飾画や木彫など、建築部材の一部は日本からの輸入と言われているが、全体としては西洋人の考えるオリエンタル風味の珍建築になっている。
この豪華で風変わりなプレゼントに喜んだ妻は、ここで「日出る国の女王と富士山」など、東洋をテーマにした仮装パーティを開いて楽しんだが、ほどなくして、パーティで知り合った夫の共同経営者であるプラサール（Plassard）の息子と恋に落ち、夫と離婚して、若き恋人とアメリカへ行ってしまった。怒った夫は知人に売却し、その妻が1928年まで社交場として使用し、多くのパーティを開催した。

## 映画館としての使用
1931年に、壁や天井に日本的な文様が豪華にほどこされた主室にスクリーンと座席が取り付けられ、映画館としてオープンした。1956年には、AFCAE（フランス芸術映画協会）の主導で、独立系や芸術的な映画を主に上映する専門館になり、1973年に地下にもうひとつ映写室が増設された。改装が進むのを恐れた所有者が申請し、1983年に庭が、1990年に建物(ファサード、屋根、主室)が歴史的建造物に指定された。
しばらく大手の映画会社が運営していたが、利益率が低いことを理由にラ・パゴッドを含む５つの名画座の売却を発表。メディア業界に進出を考えていた投資会社が食指を動かしたが、それを聞き付けた大手広告代理店パブリシスの創業者の孫娘で重役でもあるソフィー・デュラック（Sophie Dulac）が2001年に購入。運営はソフィーの友人でもある映画人ジョン・エノクシベール（Jean Henochsberg）が行なっている。ソフィーの購入理由は、幼い頃からこれらの古い名画座によく通っていて、思い出の映画館を経験のない人に渡したくなかったというものだとされている。これ以降、彼女自身も映画のプロデュースに進出している。
現在は、映画上映のほか、講演会やパーティ、展示会の場所として使用されている。庭には小さなカフェもある。